# Koïchiro Matsuura
Kōichirō Matsuura (jap. 松浦 晃一郎, Matsuura Kōichirō; Tokio, 29. rujna 1937.), glavni ravnatelj UNESCO-a od 1999. do 2009. godine.

## Životopis
Obrazovanje je stekao na Pravnom fakultetu Sveučilišta u Tokiju i Ekonomskom fakultetu Haverford College-a u SAD-u. Godine 1959. započeo je diplomatsku karijeru. Radna biografija Koichira Matsuure uključuje mjesto glavnog ravnatelja Ureda za ekonomsku suradnju Ministarstva vanjskih poslova Japana (1988.), glavnog ravnatelja Ureda za poslovanje sa Sjevernom Amerikom Ministarstva vanjskih poslova Japana (1990), mjesto zamjenika Ministra vanjskih poslova (od 1992. do 1994.), mjesto veleposlanika Japana u Republici Francuskoj (od 1994. do 1999.), te je od 1998. do 1999. predsjedavao UNESCO-ovim Odborom za svjetsku baštinu. 12. studenog 1999. godine, Opća skupština UNESCO-a imenovala ga je Glavnim ravnateljem Organizacije s mandatom od 6 godina. Dana 12. listopada 2005. godine na 33. Općoj skupštini UNESCO-a izabran je ponovo na 4 godine. U studenom 2009., zamijenila ga je Irina Bokova.

## Vanjske poveznice
- UNESCO (engl.)